# NK Bukovica Kistanje
Nogometni klub "Bukovica" (NK Bukovica; Bukovica; Bukovica Kistanje) je bio nogometni klub iz Kistanja, Šibensko-kninska županija. 

## O klubu
NK "Bukovica" je osnovana 1969. godine, te se odmah u sezoni 1969./70. uključuje u "Prvenstvo Šibenskog nogometnog podsaveza" (kasnije se liga zvala i Općinska liga Šibenik, Šibenska nogometna liga, Prvenstvo NSO Šibenik). Do raspada SFRJ klub se još natjecao i u "Međuopćinskoj ligi Zadar – Šibenik", "Dalmatinskoj ligi", te "Hrvatskoj republičkoj ligi" (u sezoni 1981./82. su se natjecali u "Jedinstvenoj hrvatskoj ligi", što je najveći uspjeh kluba). Za vrijeme Domovinskog rata klub se natjecao u natjecanjima organiziranim na okupiranom području Republike Hrvatske. 

Klub je bio prvi neformalni prvak Republike Srpske Krajine osvojivši ligaško natjecanje 11 klubova sjeverne Dalmacije i Like održanom u razdoblju od ožujka do svibnja 1992. U sezoni 1993./94. osvojila je jedino izdanje Kupa Republike Srpske Krajine dobivši Špartu Beli Manastir 3:1 u finalu. Bukovica je 1994. igrala superkup s Kozarom, osvajačem Kupa Republike Srpske 1993./94., koju je porazila.
 
Klub 1995. godine prestaje s djelovanjem. 
 
Pri klubu su djelovale omladinske škole u naseljima Biovičino Selo i Đevrske. 
 
U Kistanjama se u međuvremenu, 1998. godine osniva NK "Janjevo", oko kojeg se pretežno okupljaju doseljeni Hrvati s Kosova. 

"Bukovica" se obnavlja 2004. godine, te sudjeluje u "ŽNL Šibensko-kninskoj", u sezonama 2004./05. i 2005./06.,te potom prestaje s djelovanjem.

## Vanjske poveznice
- moje-kistanje.net, NK Bukovica
- moje-kistanje.net, Sport
- sportilus.com, NOGOMETNI KLUB BUKOVICA